# Les Nouvelles Aventures d'Eddy Mitchell
Albums de Eddy Mitchell
Mr. Eddy à Bercy 97
(1997) Live 2000
(2001)
Les Nouvelles Aventures d'Eddy Mitchell est le trentième album studio d'Eddy Mitchell sorti en 1999 sur le label Polydor. Cet album est divisé en trois parties, chacune avec une courte introduction musicale : Hip Hug Her (de Booker T. and the M.G.'s), Hollywood Strings et Walking to New Orleans ainsi qu'un final avec Ce n'est qu'un au revoir et une version alternative de Golden Boy. L'album a été suivi de la série de concerts « Eddy Mitchell Bercy 2000 » qui s'est déroulée du 25 au 29 janvier 2000.

## Liste des titres
| No  | Titre                                               | Auteur                           | Durée |
| --- | --------------------------------------------------- | -------------------------------- | ----- |
| 1.  | Hip Hug-Her (Intro sessions Memphis)                | Cropper - Dunn - Jones - Jackson | 1:10  |
| 2.  | J'ai des goûts simples                              | C. Moine - P. Papadiamandis      | 4:30  |
| 3.  | Golden Boy                                          | C. Moine - P. Papadiamandis      | 4:02  |
| 4.  | J'aime pas les gens heureux                         | C. Moine - P. Papadiamandis      | 4:42  |
| 5.  | Mauvaise option                                     | C. Moine - P. Papadiamandis      | 4:47  |
| 6.  | Hollywood Strings (Intro sessions Los Angeles)      | P. Papadiamandis                 | 1:02  |
| 7.  | Destination Terre                                   | C. Moine - P. Papadiamandis      | 4:22  |
| 8.  | Ton homme de paille                                 | C. Moine - P. Papadiamandis      | 3:55  |
| 9.  | Décrocher les étoiles                               | C. Moine - P. Papadiamandis      | 3:56  |
| 10. | Walking to New Orleans (Intro sessions New Orléans) | Bartholomew - Domino             | 0:56  |
| 11. | Les Nuits de pleine lune                            | C. Moine - P. Papadiamandis      | 4:28  |
| 12. | On va dire que c'est moi                            | C. Moine - P. Papadiamandis      | 3:38  |
| 13. | Les 3 singes                                        | C. Moine - P. Papadiamandis      | 5:13  |
| 14. | T'es qu'un joueur                                   | C. Moine - M. Gaucher            | 4:24  |
| 15. | Ce n'est qu'un au revoir (Chœurs)                   | C. Moine / domaine public        | 1:10  |
| 16. | Golden Boy (bonus track)                            | C. Moine - P. Papadiamandis      | 3:58  |

## Personnel

### Musiciens (Memphis, Tennessee)
- Batterie et basses : Roger G. Hawkins, Hood
- Piano, claviers : Clayton Ivey
- Leads guitares : Mac Farlane, Basile Leroux, William Hullet
- Guitares : Basile Leroux, William Hullet
- Saxos : Castillo, Stachel, Kupka, Churchvile, Mac Guire

### Musiciens (Los Angeles, Californie)
- Batterie et basses : Keltner, Lee Sklar
- Guitare : Watchel
- Claviers : Waldman, Léonardon
- Cuivres : Adams, Marienthal, Findley
- Cordes et violons : 18 violons
- Violas : Macagawa, Giordano, Koven, Lipsett, Morrow, Ross, Cellos : Corbett, Burnett, Erhart, Grab, Kelley, Kessler